# Lista över världsrekord i friidrott satta 2008
Det här är en lista över världsrekord i friidrott satta 2008.

## Utomhus
| Idrottare                                                       | Land     | Gren                      | Rekord   | Tävling                     | Plats                               | Datum             | Gällde till            |
| --------------------------------------------------------------- | -------- | ------------------------- | -------- | --------------------------- | ----------------------------------- | ----------------- | ---------------------- |
| Denis Nizjegorodov                                              | Ryssland | 50 km gång män            | 3:34.14  | IAAF World Race Walking Cup | Tjeboksary                          | 11 maj 2008       | 15 augusti 2014        |
| Usain Bolt                                                      | Jamaica  | 100 meter män             | 9,72     | Reebok Grand Prix           | New York                            | 31 maj 2008       | 16 augusti 2008        |
| Tirunesh Dibaba                                                 | Etiopien | 5000 meter kvinnor        | 14.11,15 | Bislett Games               | Oslo                                | 6 juni 2008       | 7 oktober 2020         |
| Dire Tune                                                       | Etiopien | 1 timme kvinnor           | 18 517   | Zlatá tretra                | Ostrava                             | 12 juni 2008      | 4 september 2020       |
| Dayron Robles                                                   | Kuba     | 110 meter häck män        | 12,87    | Zlatá tretra                | Ostrava                             | 12 juni 2008      | 7 september 2012       |
| Jelena Isinbajeva                                               | Ryssland | Stavhopp kvinnor          | 5,03     | Golden Gala                 | Rom                                 | 11 juli 2008      | 29 juli 2008           |
| Jelena Isinbajeva                                               | Ryssland | Stavhopp kvinnor          | 5,04     | Herculis                    | Monaco                              | 29 juli 2008      | 18 augusti 2008        |
| Usain Bolt                                                      | Jamaica  | 100 meter män             | 9,69     | Olympiska spelen            | Peking                              | 16 augusti 2008   | 16 augusti 2009        |
| Gulnara Samitova-Galkina                                        | Ryssland | 3000 meter hinder kvinnor | 8.58,81  | Olympiska spelen            | Peking                              | 17 augusti 2008   | 27 augusti 2016        |
| Jelena Isinbajeva                                               | Ryssland | Stavhopp kvinnor          | 5,05     | Olympiska spelen            | Peking                              | 18 augusti 2008   | 28 augusti 2009        |
| Usain Bolt                                                      | Jamaica  | 200 meter män             | 19,30    | Olympiska spelen            | Peking                              | 20 augusti 2008   | 20 augusti 2009        |
| Jamaica: Nesta Carter, Michael Frater, Usain Bolt, Asafa Powell | Jamaica  | 4x100 meter män           | 37,10    | Olympiska spelen            | Peking                              | 22 augusti        | Struket p.g.a. doping. |
| Barbora Špotáková                                               | Tjeckien | Spjutkastning kvinnor     | 72,28    | IAAF World Athletics Final  | Gottlieb-Daimler-Stadion, Stuttgart | 13 september      | gäller 2022            |
| Haile Gebrselassie                                              | Etiopien | Maraton män               | 2:03.59  | Berlin Marathon             | Berlin                              | 28 september 2008 | 25 september 2011      |

Jamaicas stafettrekord godkände först, men ströks efter att Nesta Carters dopingprov analyserats på nytt 2017.

## Inomhus
| Idrottare         | Land     | Gren                  | Rekord  | Tävling                   | Plats     | Datum            | Gällde till            |
| ----------------- | -------- | --------------------- | ------- | ------------------------- | --------- | ---------------- | ---------------------- |
| Susanna Kallur    | Sverige  | 60 meter häck kvinnor | 7,68    | BW Bank Meeting           | Karlsruhe | 10 februari 2008 | gäller 2022            |
| Jelena Soboleva   | Ryssland | 1 500 m kvinnor       | 3.58,05 | Ryska inomhusmästerskapen | Moskva    | 10 februari 2008 | Struket p.g.a. doping. |
| Jelena Isinbajeva | Ryssland | Stavhopp kvinnor      | 4,95    | Pole Vault Stars          | Donetsk   | 16 februari 2008 | 15 februari 2009       |
| Jelena Soboleva   | Ryssland | 1 500 m kvinnor       | 3.57,71 | Inomhus-VM                | Valencia  | 9 mars 2008      | Struket p.g.a. doping. |

Jelena Sobolevas två världsrekord på 1500 meter godkändes först, men de ströks senare på grund av dopingbrott.

## U20-rekord
| Idrottare              | Land     | Gren                  | Rekord   | Tävling                     | Plats      | Datum           | Gällde till       |
| ---------------------- | -------- | --------------------- | -------- | --------------------------- | ---------- | --------------- | ----------------- |
| Aleksej Bartsajkin     | Ryssland | 10 km gång pojkar     | 39.57    | IAAF World Race Walking Cup | Tjeboksary | 10 maj 2008     | 19 september 2009 |
| Pamela Jelimo          | Kenya    | 800 m flickor         | 1.55,76  | Fanny Blankers-Koen Games   | Hengelo    | 24 maj 2008     | 1 juni 2008       |
| Mykyta Nesterenko      | Ryssland | Diskuskastning pojkar | 68,48    | Hallesche Werfertage        | Halle      | 24 maj 2008     | 24 maj 2008       |
| Mykyta Nesterenko      | Ryssland | Diskuskastning pojkar | 70.13    | Hallesche Werfertage        | Halle      | 24 maj 2008     | 10 juni 2022      |
| Pamela Jelimo          | Kenya    | 800 m flickor         | 1.54,99  | ISTAF Berlin                | Berlin     | 1 juni 2008     | 18 juli 2008      |
| Abubaker Kaki          | Sudan    | 800 m pojkar          | 1.42,69  | Bislett Games               | Oslo       | 6 juni 2008     | 9 augusti 20212   |
| Raphael Holzdeppe      | Tyskland | Stavhopp pojkar       | 5,80     | Biberach Weltklasse         | Biberach   | 28 juni 2008    | 1 april 2017      |
| Vera Rebrik            | Ukraina  | Spjutkastning flickor | 63,01    | Junior-VM                   | Bydgoszcz  | 10 juli 2008    | 2 augusti 2015    |
| Pamela Jelimo          | Kenya    | 800 m flickor         | 1.54,97  | Meeting Gaz de France       | Paris      | 18 juli 2008    | 18 augusti 2008   |
| Linet Chepkwemoi Masai | Kenya    | 10 000 m flickor      | 30:26.50 | Olympiska spelen            | Peking     | 15 augusti 2008 | gäller 2022       |
| Pamela Jelimo          | Kenya    | 800 m flickor         | 1.54,87  | Olympiska spelen            | Peking     | 18 augusti 2008 | 29 augusti 2008   |
| Pamela Jelimo          | Kenya    | 800 m flickor         | 1.54,01  | Weltklasse Zürich           | Zürich     | 29 augusti 2008 | gäller 2022       |

## U20-inomhusrekord
Vid sin kongress 2011 beslutade IAAF att införa inomhusvärldsrekord för juniorer. De nya reglerna började gälla 1 november 2011. I samband med det publicerades en lista över tidigare prestationer som godkändes som de första rekorden.
| Idrottare         | Land     | Gren            | Rekord  | Tävling                                    | Plats        | Datum            | Gällde till     |
| ----------------- | -------- | --------------- | ------- | ------------------------------------------ | ------------ | ---------------- | --------------- |
| Abubaker Kaki     | Sudan    | 1 000 m pojkar  | 2.15,77 | GE-galan                                   | Stockholm    | 21 februari 2008 | gäller 2022     |
| Raphael Holzdeppe | Tyskland | Stavhopp pojkar | 5,68    | Juniorlandskamp Tyskland–Frankrike–Italien | Halle        | 1 mars 2008      | 4 februari 2017 |
| Bianca Knight     | USA      | 200 m flickor   | 22,40   | NCAA Indoor Championships                  | Fayetteville | 14 mars 2008     | gäller 2022     |